# Mesomys hispidus
Mesomys hispidus (голчастий деревний щур Ферейри) — вид гризунів родини Голчастих щурів, широко розповсюджений у північній і західній Амазонії, присутній у вічнозелених лісах і низьких хмарних лісах. Його висотний діапазон від рівня моря до 1000 м над рівнем моря.

## Морфологія
Морфометрія. Довжина голови й тіла: 163–188, довжина хвоста: 150–197, довжина задньої лапи: 30–37, довжина вуха: 11–15 мм, вага: 130–220 грамів.
Опис. Це відносно невеликий, кремезний вид родини голчастих щурів. Мордочка тупа; вуха короткі, округлі, злегка волохаті і коричневі. Очі великі. Вуса тонкі й довгі, сягають плечей. Ноги короткі товсті. Пазурі великі, сильно вигнуті, деревної спеціалізації. Спина світло-коричнева. Середина спини часто із щільною борозною чорного кольору. Спинний покрив складається з великих і жорстких голок, які йдуть від плечей до стегон. Колючки мають коричневий кінчик. Колючки голови і шиї, м'які і більш вузькі, ніж позаду. Черевна частина тіла помаранчевого кольору і різко відрізняється від спини і боків. Хвіст товстий, коричневий, злегка покритий червоно-коричневим довгим волоссям, яке не приховує колючок. Хвіст закінчується добре помітним пучком волосся, що надає йому форму китиці. 

## Поведінка
Веде нічний деревний і самітницький спосіб життя. Харчується плодами і комахами. Займає пілісок недалеко від землі землі в місцях з рясними ліанами, чагарниками або деревами що впали. Гніздиться в порожніх дерев. Може мешкати на порушених людиною територіях, в тому числі по селах, де вони мешкають на солом'яних дахах будинків. Розмноження може відбуватися в будь-який час року, розмір приплоду від 1 до 3, але частіше народжується одне дитинча.

## Загрози та охорона
Серйозних загроз для виду немає. Знаходиться на кількох охоронних територіях.